# Јошавица (Вукосавље)
Јошавица је насељено мјесто у општини Вукосавље, Република Српска, БиХ. Према попису становништва из 1991. у насељу је живјело 253 становника. Према прелиминарним подацима пописа становништва 2013. године, пописано је 142 становника.

## Становништво
| Националност       | 1991. | 1981. | 1971. | 1961. |
| Срби               | 242   | 279   | 408   |       |
| Југословени        | 9     | 4     |       |       |
| Хрвати             | 2     | 3     |       |       |
| Муслимани          |       |       | 1     |       |
| остали и непознато |       | 2     | 3     |       |
| Укупно             | 253   | 288   | 412   | '     |

| Демографија | Демографија | Демографија |
| Година      | Становника  | Становника  |
| ----------- | ----------- | ----------- |
| 1948.       | 359         |             |
| 1953.       | 384         |             |
| 1961.       | 405         |             |
| 1971.       | 412         |             |
| 1981.       | 288         |             |
| 1991.       | 253         |             |
| 2013.       | 142         |             |